# 別廖佐夫卡
別廖佐夫卡是白俄羅斯的城市，位於利達東南27公里的尼曼河左岸，由格羅德諾州負責管轄，市內有玻璃工廠和歷史博物館，2006年人口11,800。